# Lista de filmes portugueses de 1939
Lista de filmes portugueses de longa-metragem lançados comercialmente em Portugal em 1939, nas salas de cinema.
Notas: Na secção coprodução, passando o cursor sobre a bandeira aparecerá o nome do país correspondente.
| # | Filme                                                       | Realização            | Género       | Estreia        | Coprodução |
| - | ----------------------------------------------------------- | --------------------- | ------------ | -------------- | ---------- |
| 1 | Aldeia da Roupa Branca                                      | Chianca de Garcia     | Comédia      | 2 de janeiro   | —          |
| 2 | A Varanda dos Rouxinóis                                     | José Leitão de Barros | Comédia      | 19 de dezembro | —          |
| 3 | Viagem de Sua Excelência o Presidente da República a Angola | António Lopes Ribeiro | Documentário | 22 de maio     | —          |